# Смеленко, Мария Алексеевна
Мария Алексеевна Смеленко (до 2022 — Дороничева; род. 26 мая 1997 года, Магнитогорск, Челябинская область) — российская волейболистка, связующая.

## Биография
Мария родилась в Магнитогорске. Волейболом начала заниматься в челябинской ДЮСШ «Юность-Метар» у тренера Л. Б. Гамовой. Волейболисткой также является младшая сестра Марии — Екатерина.
Играла за молодёжные команды ВК «Автодор-Метар» (2012—2014), «Динамо» (Москва) (2015—2016), а также за «Университет-Визит» (2014—2015) в высшей лиге «Б».
В Суперлиге выступала за команды «Ленинградка» (2016) и «Динамо-Метар» (2017—2019). В июле 2019 года перешла в «Протон», в составе которого в 2023 году стала бронзовым призёром чемпионата России.
20 июня 2020 года вышла замуж за волейболиста Владимира Смеленко.

### Клубная карьера
- 2012—2014 —  «Челябинка-Юность-Метар»/«Автодор-Метар-Челябинка» (Челябинск) — высшая лига «Б»;
- 2014—2015 —  «Университет-Визит» (Пенза) — высшая лига «Б»;
- 2015—2016 —  «Динамо»-2 (Москва) — молодёжная лига;
- 2016 —  «Ленинградка» (Санкт-Петербург) — суперлига;
- 2016—2017 —  «Ленинградка»-2 (Санкт-Петербург) — молодёжная лига;
- 2017—2019 —  «Динамо-Метар» (Челябинск) — суперлига;
- 2019—2024 —  «Протон» (Саратов) — суперлига;
- с 2024 —  «Динамо» (Москва) — суперлига.

## Достижения

### С клубами
- Бронзовый призёр чемпионата России 2023